# イルクーツク州

イルクーツク州
ロシア語: Иркутская область

イルクーツク州（イルクーツクしゅう、Иркутская область; Irkutsk Oblast）は、シベリア南部のモンゴル国境近くに位置するロシア連邦の州（オーブラスチ）。州都はイルクーツク。シベリア連邦管区に属する。貝加爾州。
州内にはウスチオルダ・ブリヤート自治管区がある。

## 歴史
第二次世界大戦後、シベリア抑留の対象となった日本人捕虜を収容するために州内（タイシェット、チェレムホーヴォ、イルクーツク）に収容施設（ラーゲリ）が作られた。

## 地理
東にブリヤート共和国とザバイカリエ地方、南にトゥヴァ共和国、西にクラスノヤルスク地方、北にサハ共和国と隣り合う。州の南東部にバイカル湖がある。主要な河川は、南部のアンガラ川やレナ川、北部のニジニャヤ・ツングースカ川など。
大陸性気候で、年のほぼ半分は気温が零下である。冬の気温は-17度から-33度、夏の気温は+17度から+33度。

## 行政区画

### 主な都市
- イルクーツク：州都
- ブラーツク
- アンガルスク
- ウスチ＝イリムスク
- ウソリェ・シビルスコエ（Usolye-Sibirskoye）：塩の産地
- ウスチ＝クート
- タイシェト

### その他の町
- イルクーツク地区
  - リストヴャンカ
- キレンスク地区
  - キレンスク
- スリュジャンスク地区
  - スリュジャンカ
- ボダイボ地区
  - ボダイボ：金鉱町

## 住民
住民の77.6%が都市に暮らす。もともとはブリヤート人やテュルク系の諸民族が暮らしていた地域であるが、18世紀以後にロシア人が集中的に入植した。民族構成はロシア人92.2%、ブリヤート人3.6%などである。在留日本人は僅少。

## 教育
- イルクーツク国立大学

## 産業
主な産業は金、石炭、鉄鉱石などの採掘や、アルミニウム精錬、化学工業。大規模な水力発電が行なわれている。

## 標準時
この地域は、イルクーツク時間帯の標準時を使用している。時差はUTC+8時間で、夏時間はない。（2011年3月までは標準時がUTC+8で夏時間がUTC+9、同年3月から2014年10月までは通年UTC+9であった）

## 州知事
- アレクサンドル・チシャーニン 2005年9月7日～2008年4月15日
- イーゴリ・エシポフスキー 2008年4月15日～2009年5月10日
- セルゲイ・ソコル（代行） 2009年5月10日～2009年5月28日
- ドミートリー・メゼンツェフ 2009年6月8日～2012年5月18日
- セルゲイ・イェローシェンコ　2012年5月29日～2015年9月27日
- セルゲイ・レフチェンコ　2015年10月2日～2019年12月12日
- イーゴリ・コーブゼフ　2020年9月18日～（2019年12月12日～2020年9月18日まで代行）

（イーゴリ・エシポフスキー知事は、2009年5月9日午後、州内視察のため、ヘリコプターでイルクーツクを出発後、音信不通となり、翌10日墜落したヘリコプターが発見され、知事ら乗員4人全員が死亡した。）